# 박이제길특 파갈파도이
보르지기트 바가바투르는 한자어로는 박이제길특 파갈파도이(博爾濟吉特 巴噶巴圖爾) 혹은 패아지근 파갈파도이(한국 한자: 孛兒只斤 巴噶巴圖爾 패아지근 파갈파도이, 1541년 ~ 1594년)라고도 한다. 명측 기록에는 복언파도아(卜言把都兒), 파토아(把兎兒) 등으로 음차되었다. 중국 명나라 만주 지방 몽골족 출신의 군인 겸 정치인이다.

## 생애
몽골족 출신인 그는 1568년 음서로써 명나라 무관 관직에 올라 이성량(李成梁)의 전속부관을 거쳐 동일원(董一元)의 전속부관 직책을 지냈고 1583년 관직에서 은퇴한 후 1585년에 개성(改姓)하여 박이제길특 파갈파도이(博爾濟吉特 巴噶巴圖爾)로 개명하였으며 1590년부터 1594년까지 명나라 동북 지방 랴오닝 성 요양(遼陽) 태수 직책을 지냈다.